# Noël Kaudré
Noël Kaudré (30 de abril de 1981) es un futbolista neocaledonio que juega como mediocampista en el AS Magenta.

## Carrera
Desde 2004 juega en el AS Magenta.

### Clubes
| Club       | País            | Año               |
| ---------- | --------------- | ----------------- |
| AS Magenta | Nueva Caledonia | 2004 - actualidad |

### Selección nacional
Tiene 5 participaciones y 1 gol con la casaca de Nueva Caledonia, fue convocado para la Copa de las Naciones de la OFC 2012.